# Eco Investment Prag
Eco Investment Praha ist ein tschechischer Futsalverein aus Prag. Er ist der erfolgreichste Futsalverein aus Prag und einer der erfolgreichsten in Tschechien. Eco Invest ist der einzige Klub, der der tschechischen Liga seit ihrer Gründung 1993 ununterbrochen angehört. Er wurde 1996 als Defect Praha und 1999 als Viktoria Žižkov tschechischer Meister. 1995, 1998, 2003 und 2004 gewann er den tschechischen Pokal.

## Vereinsgeschichte
1991 als FC Defect Praha gegründet, zählte der Klub bald zur tschechischen Spitze, dem Pokalgewinn 1995 folgte 1996 die erste Meisterschaft. Ende der 1990er kam es zu einer engen Zusammenarbeit mit dem Fußballverein FK Viktoria Žižkov und einer entsprechenden Umbenennung. 1999 gewann der Prager Klub zum vorerst letzten Mal den Titel. Er stellte außerdem zahlreiche Nationalspieler sowie fünf Mal den tschechischen Futsalspieler des Jahres. Vor der Saison 2006/07 änderte der Verein seinen Namen in Eco Investment Praha.

## Erfolge
- Tschechischer Meister 1996 als Defect Praha und 1999 als Viktoria Žižkov
- Tschechischer Pokalsieger 1995 als DFC Praha, 1998, 2003 und 2004 als Viktoria Žižkov

## Vereinsnamen
- 1991–1996: Defect Praha
- 1997: DFC Praha
- 1998: Viktoria Žižkov DFC
- 1999–2006: Viktoria Žižkov
- 2006: Eco Investment Praha